# تعدد الزوجات في سوريا
تعدد الزوجات قانوني في معظم أنحاء سوريا، ويمكن للرجل أن يتزوج أربع نساء في وقت واحد. على الرغم من هذا الأمر، إلا أنه بعد اندلاع الحرب الأهلية السورية، أصبحت منطقة الإدارة الكردية في شمال سوريا مستقلة عن البلاد وحظرت مسألة تعدد الزوجات في أجزاء من شمال سوريا بإعتبارهم مسيطرين على تلك المنطقة.